# Stanislav Jerjomin
Stanislav Georgijevitj Jerjomin (ryska: Станислав Георгиевич Ерёмин), född 26 februari 1951 i Novouralsk, en stängd stad nära dåvarande Sverdlovsk i Sovjetunionen, är en sovjetisk basketspelare som tog tog OS-brons 1980 i Moskva. Under åren 1986–2002 var han aktiv som coach åt diverse klubbar.

## Spelarkarriär
- 1969-1974 - BK Uralmasj
- 1974-1985 - PBK CSKA Moskva (mästare nio gånger)